# Tamarix aphylla
Tamarix aphylla, taraje, es un pequeño árbol de la familia de las tamaricáceas.

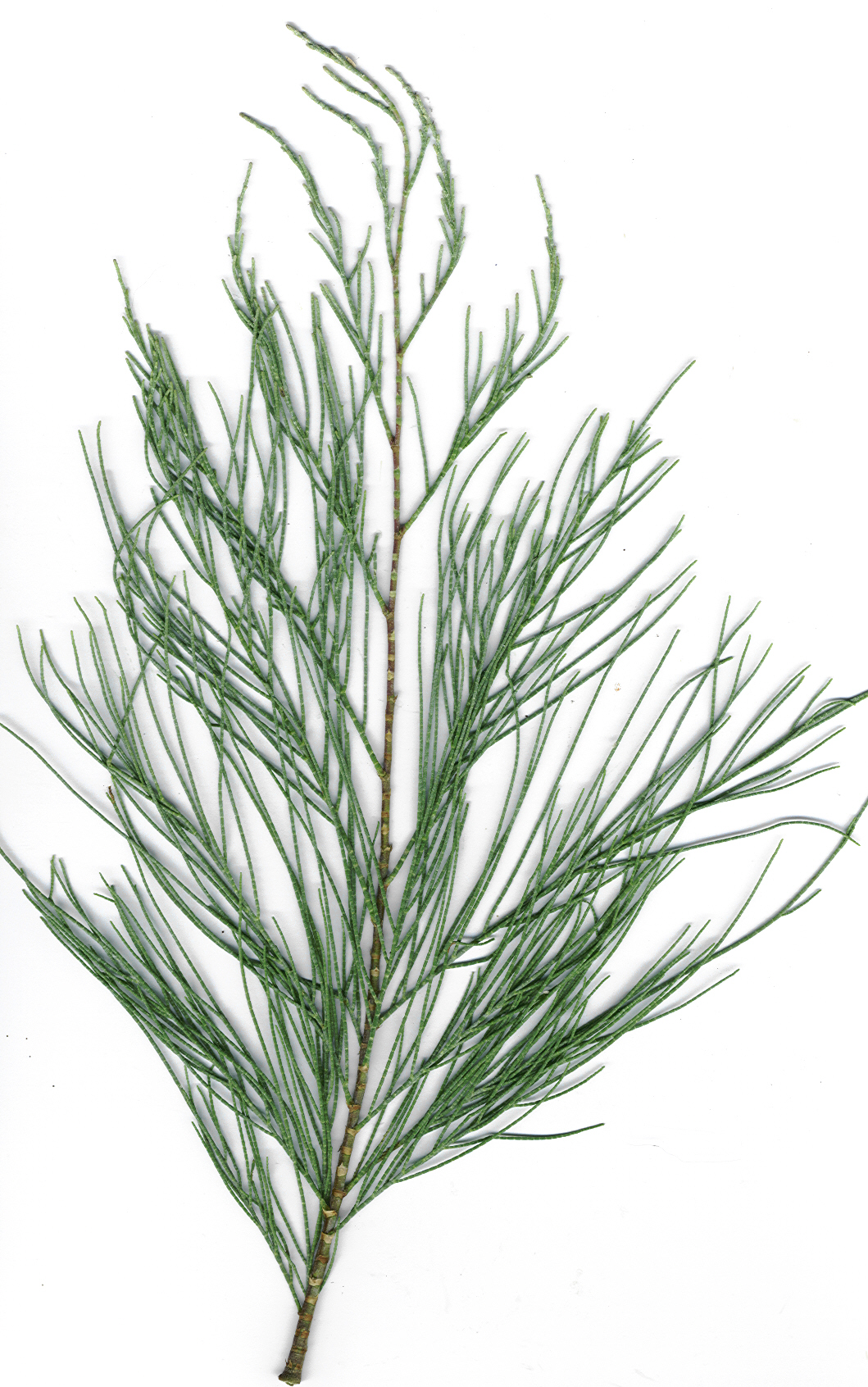
Detalle de la planta

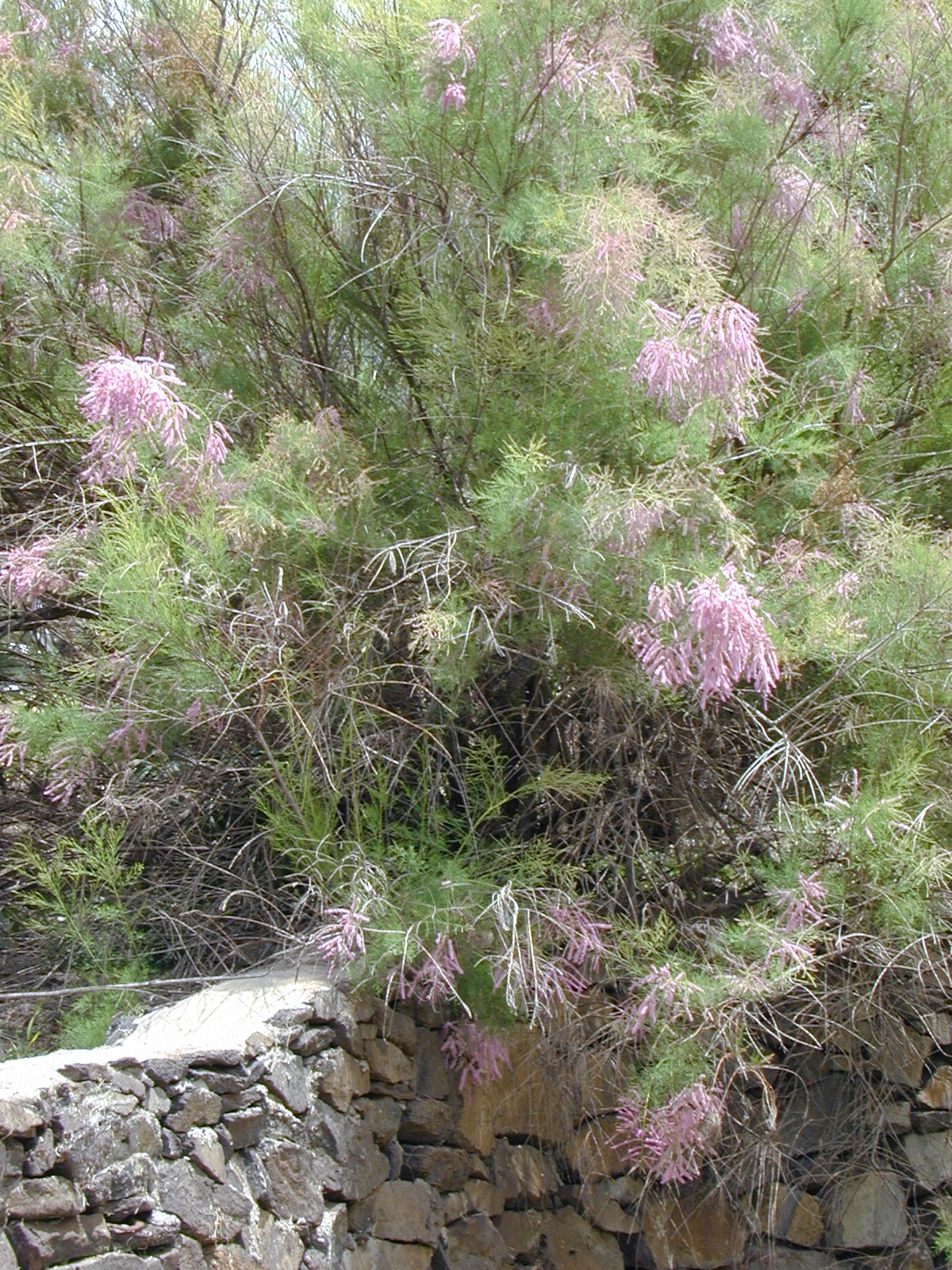
Vista de la planta

## Descripción
Arbusto o árbol perennifolio, de tronco grueso, con ramas erectas y hojas que envuelven el tallo en su totalidad, El disco nectarífero presenta lóbulos que separan cada par de estambres contiguos.

## Distribución y hábitat
En el norte de África, y países del Mediterráneo oriental. En España se conoce exclusivamente del sureste, donde ha llegado a naturalizarse en algunas zonas próximas a la costa de Almería. En Marruecos, el Sáhara Occidental y Mauritania en las zonas meridionales, a lo largo de los oueds y extensiones de agua permanente o semipermanente. Zona sahariana árida, en bioclima cálido y fresco.

## Importancia económica y cultural
Usos
Frecuentemente plantado como corta vientos; pudiendo servir cuando la capa freática está próxima, para fijar dunas continentales.

## Taxonomía
Tamarix aphylla fue descrita por (Carlos Linneo) H.Karst. y publicado en Deutsche Flora. Pharmaceutisch-medicinische Botanik. . . 641. 1882.
Etimología
Tamarix: nombre genérico que deriva del latín y que puede referirse al Río Tamaris en la Hispania Tarraconensis (España).
aphylla: epíteto latino derivado de a = "sin" y phylla = "hoja", que significa "sin hojas".
Sinonimia
- Thuja aphylla L. (1755)
- Tamarix orientalis Forssk. (1775)
- Tamarix articulata Vahl (1791)[6][7]